# 長福寺 (茨城県大子町)
長福寺（ちょうふくじ）は、茨城県久慈郡大子町にある曹洞宗の寺院。

## 歴史
1029年（長元2年）、梅閑律師によって開山された。開山が梅閑律師であることからもわかるように、当初は律宗の寺院であった。

### 曹洞宗寺院に
1469年（文明元年）に、頃藤城主で佐竹氏一族の小川和泉守義房により、現在の同県常陸太田市にある耕山寺の大通詮甫禅師を招いて、曹洞宗に転宗して再建した。
1506年（永正3年）、2世亀山香馨の代に頃藤城主、小川義勝によって、現在地に移転。
1907年（明治40年）、泰石道痴が石川県天崇寺より移住して当寺を再興

## 文化財
本堂の天井には「二十五菩薩来迎図」が描かれている。これは京都府京都市東山区にある浄土宗総本山の知恩院が所蔵している国宝の「絹本著色阿弥陀二十五菩薩来迎図」を模写したものである。

## 交通アクセス
- 上小川駅より徒歩9分